# Comèdia
La comèdia (del llatí comoedĭa, aquest mot prové alhora del grec antic κωμῳδία, kōmōidía) és un dels gèneres clàssics del teatre, a partir del qual s'ha estès a d'altres arts escèniques com ara el cinema. Es caracteritza per mantenir un to optimista, amb un final feliç i sovint per tenir elements d'humor o d'ironia. De vegades, es construeix una comèdia com a paròdia d'una altra obra. La comèdia, definida per Aristòtil a l seva Poètica és un dels grans gèneres teatrals, que s'oposa a la tragèdia o a la tragicomèdia. Les regles que va donar per a fer bones comèdies són usar personatges corrents i no herois o déus, per tal que el públic se senti identificat amb ells; explicar fets quotidians; introduir elements còmics i explorar els defectes del caràcter de les persones o de la societat com a tema de les històries.
Sovint els personatges, de la comèdia es veuen enfrontats a les dificultats de la vida quotidiana, moguts pels seus propis defectes cap a desenllaços feliços on es fa escarni de la debilitat humana. La comèdia s'origina al món grec i es va desenvolupar durant l'edat mitjana i sobretot durant l'edat moderna fins a arribar als nostres dies. Com en altres gèneres dramàtics, a la comèdia l'acció dramàtica la determina el personatge protagonista; per aquest motiu no és estrany trobar personatges amb to tràgic en drames còmics, sempre que aquests siguinmés aviat personatges secundaris.
Les comèdies a l'antiga Grècia van adquirir llur màxima esplendor amb autors com Aristòfanes i, de la mateixa manera que gran part que la cultura hel·lènica, es va exportar al món cultural romà. Va ser Menandre d'Atenes que al llarg del segle iv ac, i també del segle iii ac, va popularitzar-la arreu de l'àmbit d'influència llatina. Durant l'edat mitjana, la comèdia adquireix un to més lleuger i elemental, i esdevé burlesc en molts de subgèneres, un espectacle molt popular. La Commedia dell'arte, n'és un exemple nom que va rebre un tipus d'espectacle improvisat de carrer que va ser especialment popular al llarg del renaixement italià i que tenia uns personatges característics, com la Colombina, l'Arlequí, el Pedrolino i el pantalone. Com a gènere dramàtic global va definir el conjunt del teatre clàssic en castellà, on destacaquen les aportacions de Lope de Vega, autor de Arte nuevo de hacer comedias en este tiempo, un poema assagístic que Lope de Vega va escriure i llegir l'any 1609 a l'Acadèmia de Madrid com a defensa de les innovacions que estava duent a terme en el camp de la dramatúrgia, i que havien suposat un trencament amb la normativa neoaristotèlica dominant durant el Renaixement. És classificada, juntament amb la tragicomèdia, com una de les formes clàssiques del drama grec, i un dels tres gèneres dramàtics realistes.

## Trets de la comèdia

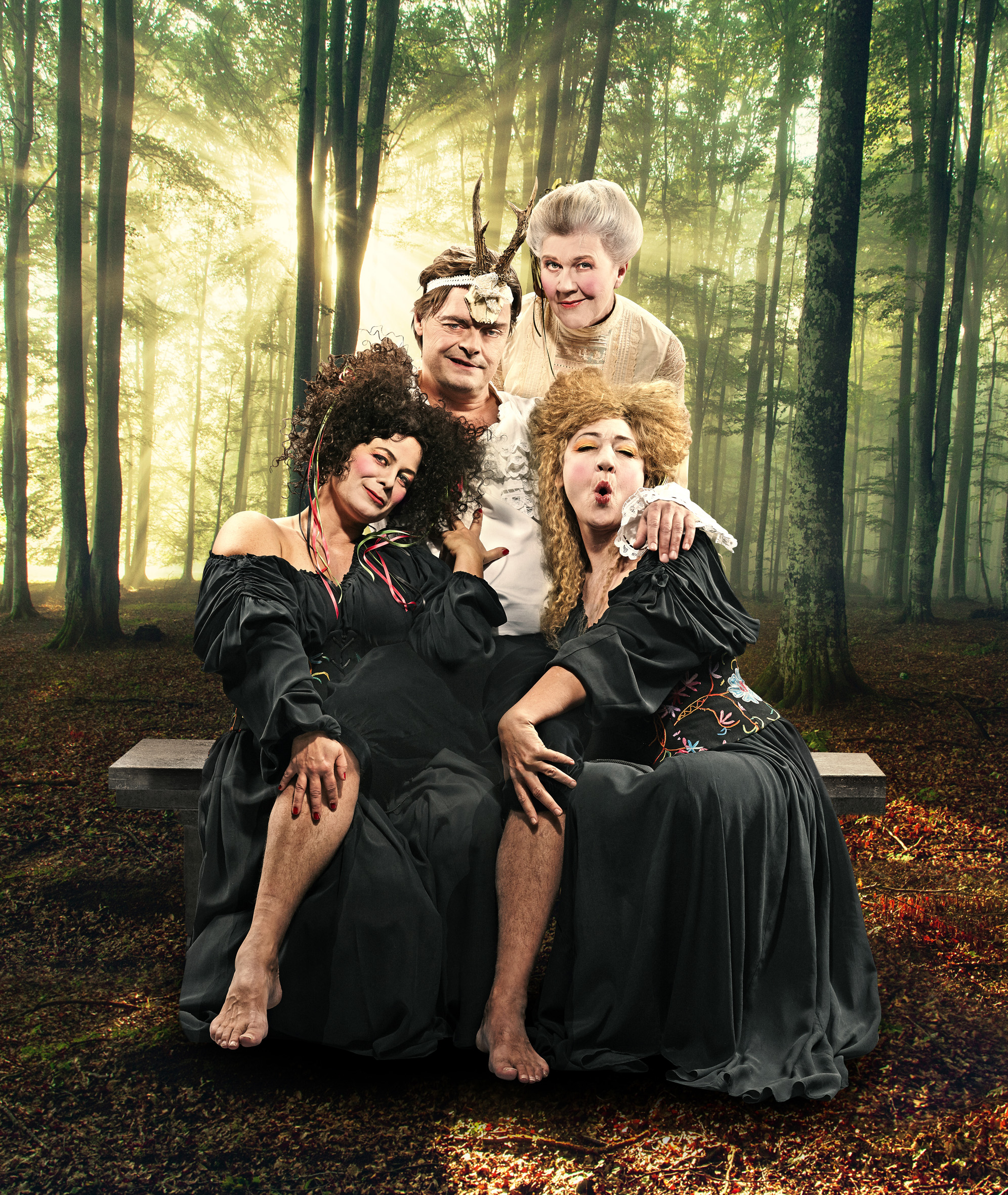
Personatges de la comèdia Les alegres comares de Windsor (1602) de l'autor anglès William Shakespeare.

La comèdia té majoritàriament una estructura senzilla. El conflicte és comunament generat per la poca virtut del protagonista, potser per algun equívoc o problema al que és arrossegat per l'antagonista.
Com a característiques bàsiques, el personatge protagonista sol ser comú i corrent i representar un arquetip, és a dir mentider, xarlatà, murri, enamorat, etcètera; és també innocent i inconscient i, a diferència de la tragèdia, on el personatge protagonista té un profund sentit ètic, en la comèdia el protagonista considera la seva moral com una qualitat important; la qual cosa el fa ser molt vital, encara que això és més aviat un obstacle per al personatge.
Aristòtil la va definir com «una imitació d'homes inferiors, però no en tota l'extensió del vici, sinó en el que tenen de risible, perquè el risible és un defecte i una lletjor no especial, ja que fa riure que no causa dolor ni ruïna». Per això, el seu conflicte dramàtic sol ser, la majoria de les vegades, amb la societat, i a més amb si mateix, per això lluita per la superació dels obstacles que li impedeixen realitzar-se amb si mateix o amb aquesta mateixa societat. El desenllaç és feliç per a alguna de les forces que s'oposa al protagonista o per a totes, menys per a aquell que encarna el defecte que ha de ser castigat.

## Personatges propis de la comèdia
- Pallasso

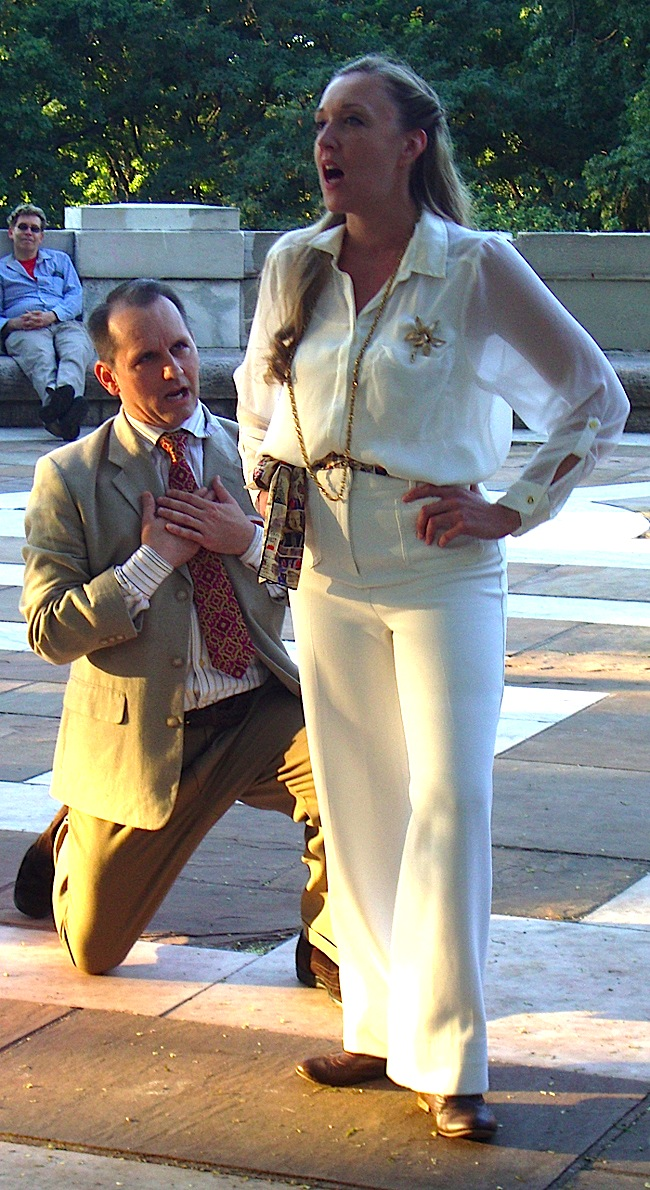
Escena teatral còmica en una representació de teatre de carrer.

- Miles gloriosus (El soldat fanfarró) i les seves derivacions: un personatge fanfarró que es posa en ridícul per voler aparentar
- L'avar
- L'enamorat o el banyut

## Tipus de comèdies
- Humor negre
- Comèdia de caràcters o estereotips
- Comèdia de costums
- Commedia dell'arte
- Successió de gags
- Comèdia de clatellades
- Comèdia surrealista o de l'absurd
- Paròdia i sàtira
- Farsa
- Comèdia d'enginy o de jocs verbals
- Comèdia romàntica

## Evolució històrica de la comèdia

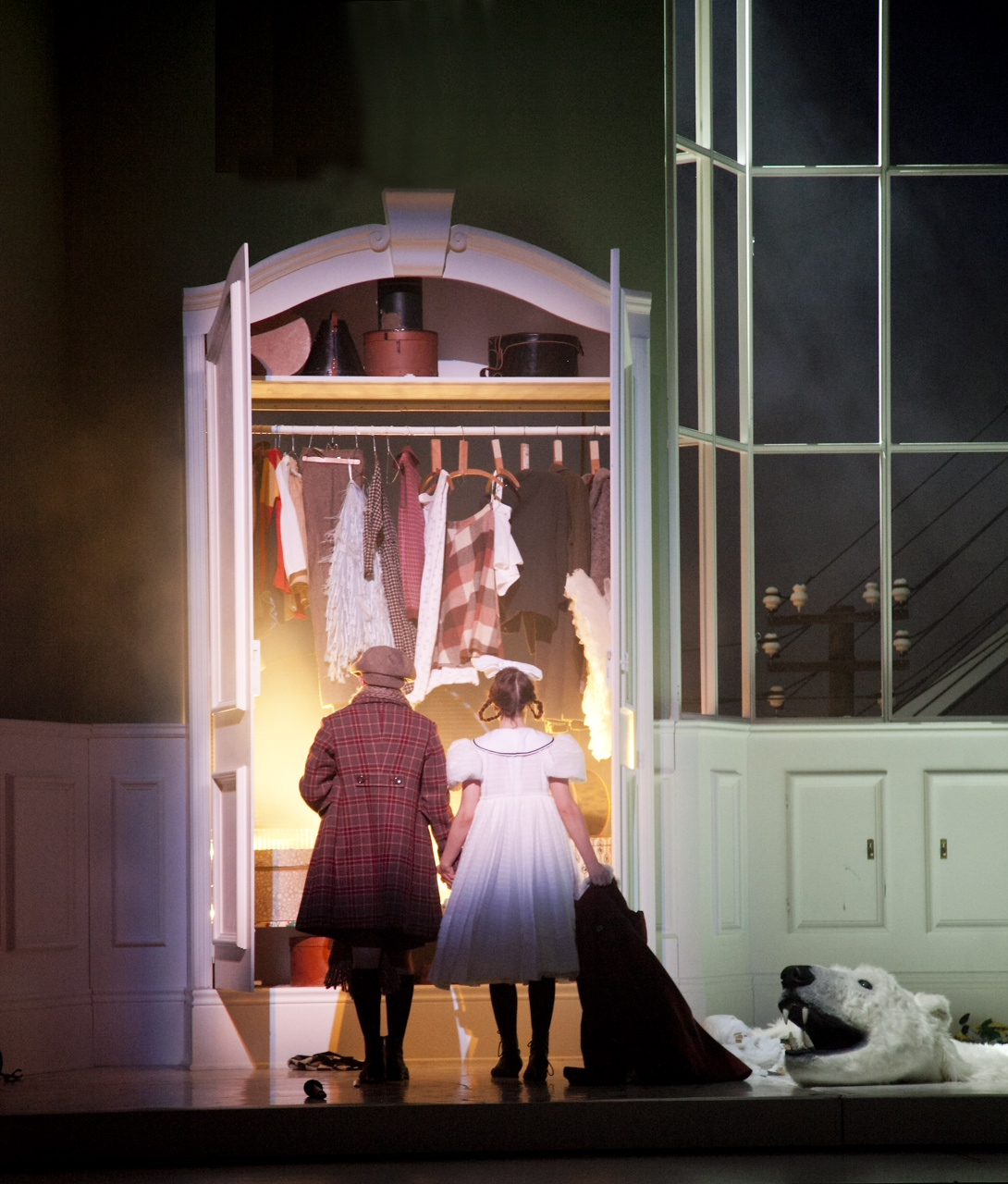
Representació de la comèdia Klaus im Schrank representada l'any 2013.

### Món grecoromà
La comèdia va néixer a l'antiga Grècia. Es considera a l'autor grec Aristòfanes un dels primers comediògrafs, i potser el més pur, a partir de llurs onze obres conservades desenvolupades a partir de la tradició del drama satíric i amb una estructura definida en la qual s'hi alternen el diàleg i el cant. Però l'autèntic transformador del ritu bizantí en un model clar del que serà després el teatre va ser Menandre d'Atenes, que va suprimir pràcticament la presència del cor i trasllada els valors dramàtics a l'interior del text, donant-li així una major participació al públic, que a partir de llavors va passar a ser un espectador viu. En són exemples de comèdia grega la vella comèdia atenenca, la comèdia mitjana o la nova comèdia,i de la comèdia romana i ho són la comèdia togata o la comèdia palliata.
El gran hereu de Menandre d'Atenes va ser el també comediògraf romà Plaute, autor d'unes cent trenta comèdies, de les quals se'n conserven vint-i-una. Plaute, format com a pallasso-mim, va incorporar el gest i l'acció al contingut del text, multiplicant-ne la seva efectivitat còmica i dramàtica.

### Renaixement
Amb el període renaixentista la comèdia es va mimetitzar, i això va suposar que es bategessin amb el seu nom productes de la literatura dramàtica que poc o res s'acostaven a la seva essència còmica i lúdica; en van ser alguns exemples d'això la Comedia de Calisto y Melibea (rebatejada posteriorment com a Tragicomedia de Calisto y Melibea, però coneguda popularment com a La Celestina) de l'escriptor castellà Fernando de Rojas o La Divina Comèdia del toscà Dante Alighieri. Aquest fenomen també va succeir en una part important de la producció dramàtica del Segle d'Or de la literatura castellana, com també al teatre elisabetià anglès, que va rebre l'apel·latiu de «comedy» de manera genèrica, encara que es tractés de drames.

### Barroc
A l'etapa barroca, Lope de Vega, autor d'unes 1800 peces, va construir sobre l'Arte nuevo de hacer comedias en este tiempo (en català: Art nou de fer comèdies en aquest temps) (1609) les següents idees:
- La necessitat d'adaptar les obres al gust del públic i del moment. Les obres estan pensades pel gaudi d'aquell qui paga per veure-les.
- Disposar l'obra en tres actes, que mantenen millor l'interés i la tensió de l'espectador. Es deixa pel darrer la resolució de la intriga, i que aquesta es doni en els últims versos.
- Trencar amb la regla de les tres unitats sempre que ho exigeixi l'obra, si bé considera que l'acció és important mantenir-la tant com sigui possible.
- L'ampliació del nombre d'actors en escena i fer que aquestes siguin més curtes, per tal de donar la sensació de rapidesa, vida i agilitat (i mantenir així l'atenció del públic).
- Permetre la barreja d'allò còmic i tràgic, i dels personatges que representen aquests mons. La creació del personatge del “gracioso” és el fet més important.
- La polimetria, que permet a l'autor l'ús del vers o estrofa que més convingui a cada moment i situació, i que permet la unió en un mateix espai de la tradició culta amb la popular (característica clarament barroca)

## Poètica i estructura
Semiòlegs, crítics i teòrics de la dramatúrgia han deixat nombrosa, i de vegades densa, documentació analítica entorn de la comèdia. La síntesi que reuneix el teòric francès Patrice Pavis en el seu diccionari teatral Dramatúrgia, estètica, semiologia (1996), proposa que la fabulació en la qual es desenvolupa la comèdia passa successivament per les fases d'«equilibri, desequilibri, nou equilibri». La defineix —a la comèdia— com a 'perspectiva contradictòria del món' expressada seguint esquemes pedagògics, i valent-se de recursos com el «quid pro quo» o el malentès. La versatilitat i flexibilitat de la comèdia, la seva vocació natural d'autoparòdia la converteixen en eina i prototip del concepte anomenat teatre en el teatre.

### Tipus
Diversos manuals i diccionaris especialitzats enumeren i defineixen diferents tipus de 'comèdia', entre els quals pot destacar-se'n:
- Comèdia grega/antiga,[29] Té llur origen al segle v ac i va néixer com a sàtira política, de vegades violenta i en altres ocasions grotesca, i fins i tot obscena. Alguns dels autors més destacats són Aristòfanes, Crates d'Atenes i Cratí d'Atenes.[25]

- Comèdia de bandolers,[30] producte genuí del teatre en castellà desenvolupat al llarg del segle xvi a la península Ibèrica i amb exemples clàssics com El condenado por desconfiado (en català: El condemnat per desconfiat) de Tirso de Molina o El esclavo del demonio (en català: L'esclau del dimoni) d'Antonio Mira de Amescua.[31]

- Comèdia burlesca o de "disbarats",[29] moltes voltes al voltant de les bufes aventures d'un personatge extravagant.[25]

- Comèdia de capa i espasa associada a la comèdia d'embolics[31] i oposada a la comedia de caràcter. Dels nombrosos exemples d'aquest gènere se'n pot mencionarEl marxant de Venècia de William Shakespeare.[32]

## La comèdia al cinema

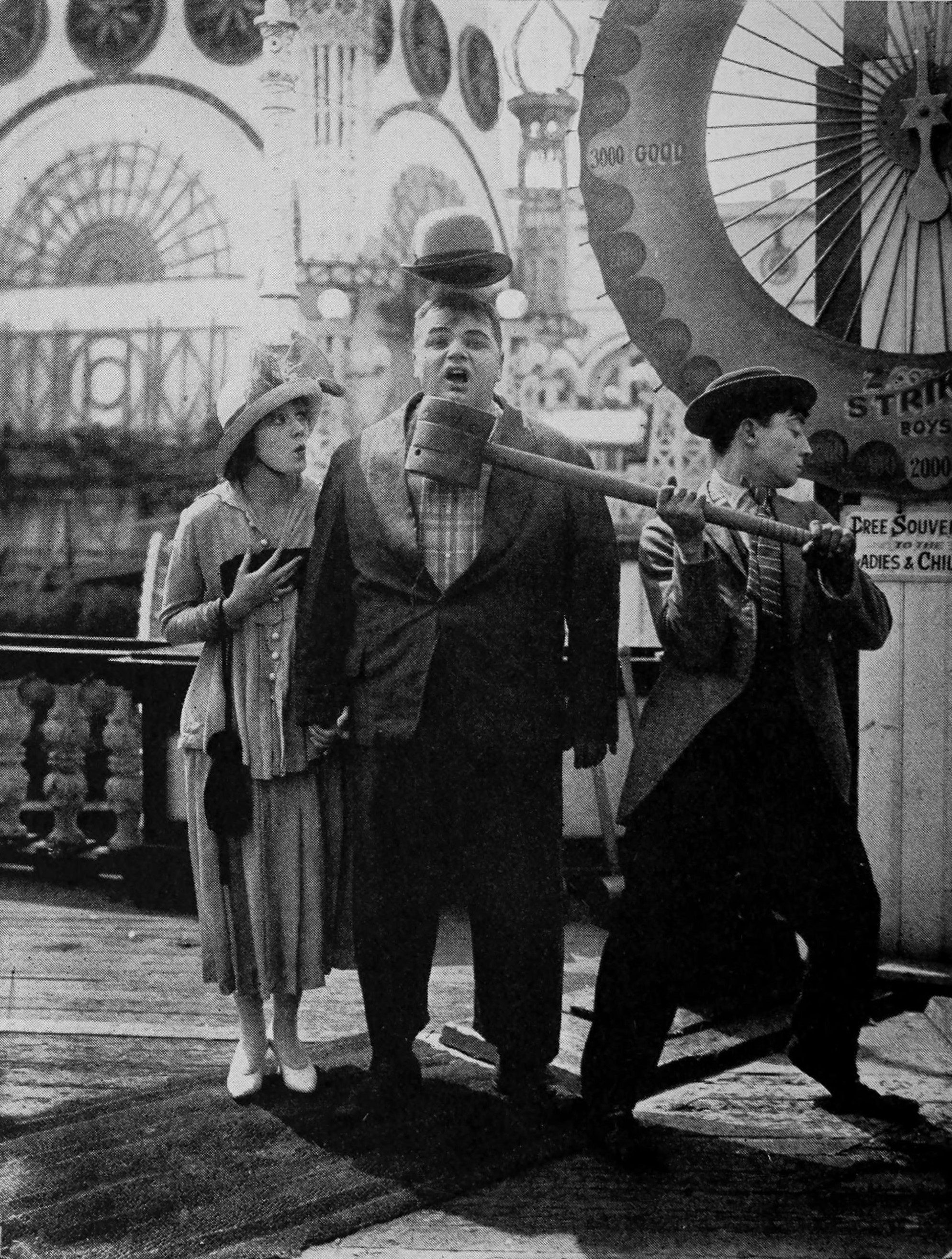
Fotograma d'una comèdia cinematogràfica enregistrada al barri novaiorquès de Coney Island a la pel·lícula homònima.

A partir del segle xx es va convertir en un dels gèneres bàsics del Setè Art, i en el llenguatge ha il·luminat expressions més àmplies sobre com fer comèdia o, referit a la dramatúrgia, autor de comèdia. Com a gènere cinematogràfic implica que el desenvolupament d'arguments es fa en to jocós i que en general acabin de forma feliç. En ell es proposen episodis de la vida quotidiana tocats amb la vareta de l'humor o situacions absurdes de poca credibilitat però que donin joc humorístic.
Algunes comèdies són:
- The Philadelphia Story (1940) de George Cukor: Comèdia romàntica, que es desenvolupa entorn d'embolics amorosos
- Mr. Deeds Goes to Town (1936) de Frank Capra
- La quimera de l'or (1925) de Charles Chaplin: Comèdia burlesca, basada en continus gags
- Tot el que ha volgut saber sempre sobre el sexe, però mai no ha gosat a preguntar (1972): Comèdia sofisticada, basada en la psicologia dels personatges de Woody Allen
- Casino Royale (1967) de Woody Allen: Paròdies, imitacions burlesques sobre situacions o pel·lícules anteriors
- Agafa-ho com puguis (1988) de David Zucker